# Sindangan
Sindangan ist eine philippinische Stadtgemeinde in der Provinz Zamboanga del Norte. Sie hat 99.435 Einwohner (Zensus 1. August 2015).

## Baranggays
Sindangan ist politisch in 52 Baranggays unterteilt.
- Bago
- Balok
- Bantayan
- Bato
- Benigno Aquino Jr.
- Binuangaen
- Bitoon
- Bucana
- Calatunan
- Caluan
- Calubian
- Dagohoy
- Dapaon
- Datagan
- Datu Tangkilan
- Dicoyong
- Disud
- Don Ricardo G Macias (Dinokot)
- Doña Josefa
- Dumalogdog
- Fatima
- Gampis
- Goleo
- Imelda
- Inuman
- Joaquin Macias
- La Concepcion
- La Roche San Miguel
- Labakid
- Lagag
- Lapero
- Lawis
- Magsaysay
- Mandih
- Maras
- Mawal
- Misok
- Motibot
- Nato
- Nipaan
- Pangalalan
- Piao
- Poblacion
- Santo Niño
- Santo Rosario
- Siare
- Talinga
- Tigbao
- Tinaplan
- Titik
- Upper Inuman
- Upper Nipaan

## Persönlichkeiten
- Pete Forrosuelo (* 1999), Fußballspieler